# Arizona (Argentina)
Arizona es una localidad del departamento Gobernador Dupuy, en la provincia de San Luis, Argentina.
Se encuentra sobre la ruta provincial 55, a 250 km de la ciudad de Villa Mercedes y 346 km de la capital provincial.

## Historia
Oficialmente, tanto el gobierno provincial como el gobierno municipal consideran que la fecha de fundación fue el 5 de septiembre de 1926, año en que fueran rematadas las tierras de Enrique Santamarina y cuyo loteo dio origen a las primeras casas del pueblo.
En 1927 se dio por finalizada la construcción del Ramal Metileo - Arizona del Ferrocarril del Oeste.

## Población
Contó con 1,040 habitantes (Indec, 2010), lo que representó un incremento del 4,5% frente a los 995 habitantes (Indec, 2001) del censo anterior.
Según el censo 2022 la población total de la Comisión municipal fue de 976 personas. En tanto, el número de viviendas registradas fue de 413.
| Gráfica de evolución demográfica de Arizona entre 1947 y 2022 |
|                                                               |
| Fuente: Censos nacionales del INDEC                           |

## Personalidades reconocidas
- Pablo Solari, futbolista con pasado en el Colo-Colo de Chile, actualmente en el Spartak de Moscú de la Liga Premier de Rusia.
- Santiago Solari, futbolista de Racing Club de la Primera División de Argentina, hermano del anterior.
- Santiago Rodríguez, futbolista que juega de posición delantero.